# مارکو کمپاینن
مارکو کمپاینن (فنلاندی: Marko Kemppainen؛ زادهٔ ۱۳ ژوئیه ۱۹۷۶) تیرانداز اهل فنلاند است.
وی در مسابقات کشوری و بین‌المللی در مجموع برندهٔ ۱ مدال نقره شده‌است.